# 无尽的乡愁
《无尽的乡愁》（The Nostalgia of the Infinite）是意大利超現實畫派大師乔治·德·基里科创作的油画作品。此作是基里科高塔主题的作品中最经典和著名的例子。
《无尽的乡愁》被注明作于1911年，但真正的创作年份一直备受争议。纽约现代艺术博物馆的专家推测此画真正于1912至1913年，宾夕法尼亚大学的学者们则认为是1913至1914年。根据艺术史学者Robert Hughes的研究，绘画的灵感来自于都灵的地标之一安托内利尖塔。
日本游戏设计师上田文人为其经典作品ICO创作的封面画作受到了此画作的影响。